# Лейтнерия
Лейтнерия (лат. Leitneria) — род деревянистых растений семейства Симарубовые (Simaroubaceae). Включает единственный вид — Лейтнерия флоридская (Leitneria floridana).
Род назван в честь американского ботаника Эдварда Фридриха Лейтнера.

## Распространение
Эндемик юго-восточных штатов США: Арканзас, Джорджия, Миссури, Техас и Флорида.

## Ботаническое описание
Листопадный, двудомный кустарник или дерево, до 8 м высотой. Ствол до 15 см в диаметре, кора серая или серовато-коричневая. Листья простые, очерёдные, ланцетовидные, 10-15 см длиной; черешки 3,5—5,5 см длиной.
Цветки мелкие, собраны в серёжки: мужские 2,5—4 см длиной, женские 1,5—3 см длиной. Плоды кожистые, односемянные, 1,5—2,5 см длиной. Семена сплюснутые, с чёрным пятном.